# 上戈姆斯
上戈姆斯（德語：Obergoms）是瑞士瓦莱州的一个市镇。该市镇总面积为155.60平方千米，截至2018年12月31日总人口为664人。